# Zenon Szoda

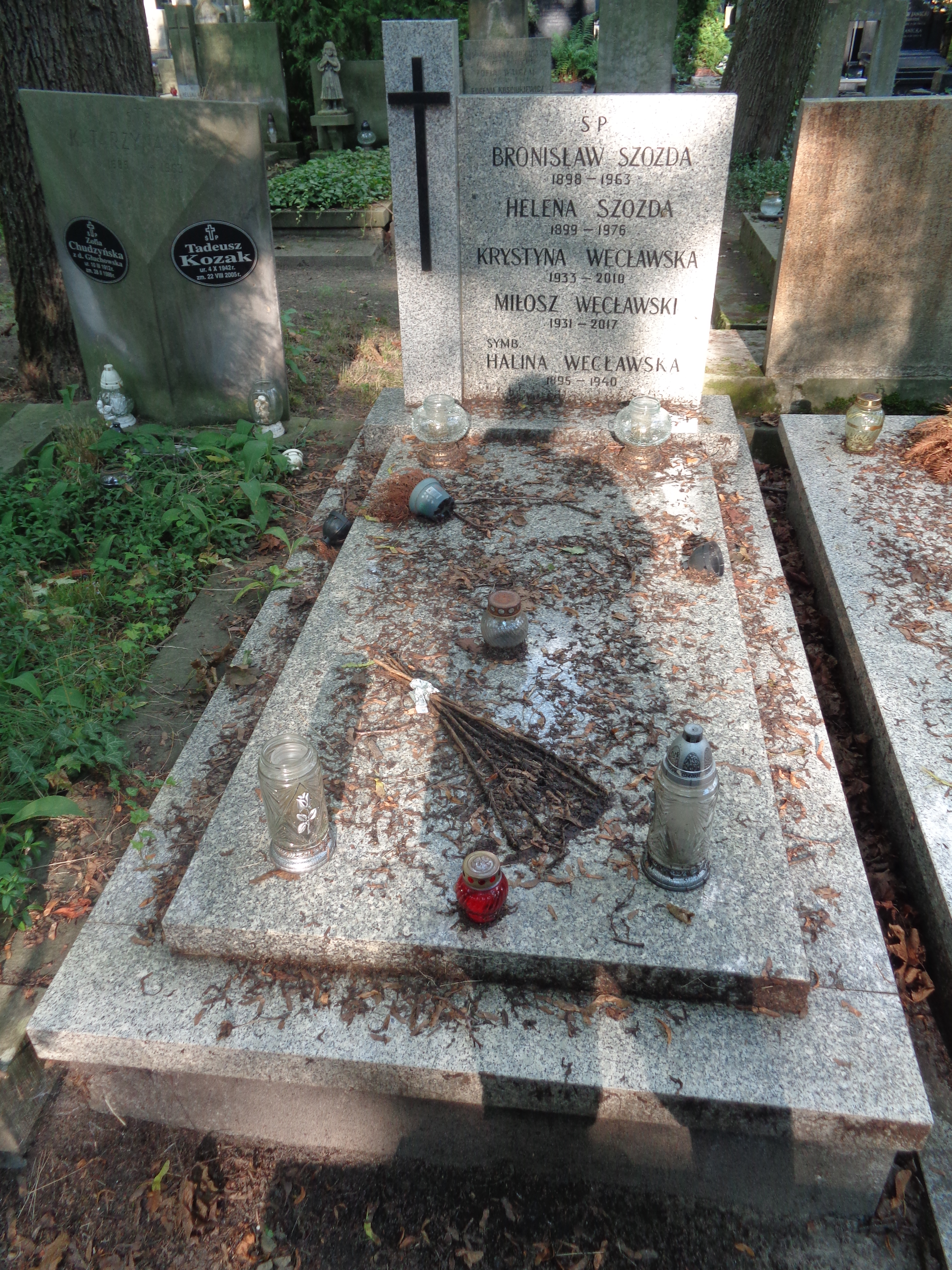
Nagrobek Zenona Szozdy na Cmentarzu Powązkowskim

Zenon Szoda (ur. 1935, zm. 4 lipca 2020) – polski informatyk, dr hab.

## Życiorys
8 czerwca 1968 obronił pracę doktorską Zagadnienia brzegowe dla układów wielowymiarowych równań różnicowych liniowych, następnie uzyskał stopień doktora habilitowanego. W latach 1976–1984 piastował stanowisko dyrektora Instytutu Podstaw Informatyki PAN. Był zatrudniony na stanowisku profesora w Katedrze Informatyki Teoretycznej na Wydziale Informatyki Politechniki Białostockiej, oraz w Wyższej Szkole Finansów i Zarządzania w Białymstoku na Wydziale Nauk Technicznych w Ełku.
Był dziekanem w Wyższej Szkole Finansów i Zarządzania w Białymstoku na Wydziale Nauk Technicznych w Ełku.
Zmarł 4 lipca 2020.